# Cononeu
Cononeu (en llatí Cononeus, en grec antic Κονωνεύς) fou un grec de Tàrent que menciona Appià com la persona que va trair als romans l'any 213 aC i va entregar la ciutat a Hanníbal.
Polibi i Titus Livi diuen que els caps conspiradors van ser Filèmenos i Nicó, però és possible que Filèmenos portes el cognom de Cononeu com Nicó portava el de Percó.